# WSG Radenthein
Die WSG Radenthein ist ein österreichischer Fußballverein aus der Kärntner Stadt Radenthein. Die Mannschaft spielt seit der Saison 2011/12 in der fünftklassigen Unterliga West.

## Geschichte
Die WSG Radenthein wurde 1951 als Werkssportsgemeinschaft der Austro American Magnesit Company als zweiter Fußballklub nebst der ATUS Radenthein in Radenthein ins Leben gerufen. In seiner ersten Saison 1951/52 konnte der Klub als Kärntner Vize-Landesmeister gemeinsam mit dem SK Austria Klagenfurt in die zweitklassige Tauernliga aufsteigen. 1954 konnte die WSG Radenthein erstmals als Tauernmeister an der Relegation zur A-Liga teilnehmen, scheiterte aber am SC Schwarz-Weiß Bregenz. Auch 1956, 1957, 1958 und 1959 scheiterten die Kärntner vier Mal in Folge als Tauernmeister in den Aufstiegsspielen.
In der Saison 1959/60 wurde die Regionalliga Mitte für Kärnten, Steiermark und Oberösterreich als neue zweite Spielstufe eingeführt, die nun ein direktes Aufstiegsrecht für den Gewinner besaß. Die WSG Radenthein, im Startjahr als einzige Mannschaft aus Kärnten dafür qualifiziert, konnte sich hierbei 1966/67 vor dem SK Vorwärts Steyr durchsetzen und somit in die, mittlerweile Nationalliga genannte, höchste österreichische Spielklasse aufsteigen. Dafür wurde ab dem 5. Juni 1967 auch die Sportanlage ausgebaut; vorerst Schaffung von 4.000 Steh- und 1.000 Sitzplätzen (bisher 2.500 bzw. 400), nach dem letzten Heimspiel auch Rasensanierung.
In der Radentheiner Erstligamannschaft standen unter anderem die ehemaligen Nationalspieler Rudolf Sabetzer, Erhard Wieger und Heinrich Büllwatsch, weiters Tormann Gordan Irović (er war im Aufgebot der Jugoslawischen Nationalmannschaft bei der Weltmeisterschaft 1958 in Schweden), dennoch stieg der Klub als Tabellenletzter 1967/68 wieder in die Regionalliga ab. Weitere bekannte Spieler bei den Magnesitlern waren Rudolf Nuske, Slaven Zambata, Hans Neuwirth, Harald Rebernig, Milan Stilinovic, Herbert Sternig, Refic Muftic, Boris Sikic, Stefan Vasgyura, Heinz Singerl, Werner Reitbauer und Kurt Messner. Höhepunkte waren der 5:1-Heimsieg gegen den SK Sturm Graz (22. Oktober 1967) sowie die beiden Kärntner Derbys gegen Austria Klagenfurt vor bis zu 10.000 Zuschauern (am 26. November 1967 mit einem Heim-0:1 und am 1. Juni 1968 ein Auswärts-1:1).
In der Saison 1969/70 stiegen die Radentheiner als Regionalligameister vor WSV Fohnsdorf wieder in die Nationalliga auf. Dies geschah begleitet von Bestechungsvorwürfen, weil es sich beim entscheidenden Spiel gegen den WSV Hönigsberg (28. Juni 1970) um ein Nachtragsspiel zum 16. Mai 1970 handelte, das eine Woche nach Ende der Meisterschaft nachzutragen war. Dass Hönigsberg bei einem Sieg von 3 Toren Unterschied nicht in die Landesliga hätte absteigen müssen, war für die Gastgeber eher eine schwer lösbare Aufgabe, genauso schien es kaum möglich, dass Radenthein zum Titelgewinn das Soll eines Sieges mit sieben Toren Unterschied verwirklichen könnte. Doch dies geschah. Das letzte Tor fiel allerdings quasi mit dem Schlusspfiff des für dieses Match nominierten FIFA-Schiedsrichters Erich Linemayr. Trotzdem war die Verärgerung beim WSV Fohnsdorf entsprechend groß, hätte man doch mit einer reinen Amateurmannschaft, welche während der Woche großteils in den Kohlengruben arbeiteten, den Durchmarsch durch die Regionalliga geschafft. Es gab diverse Bestechungsvorwürfe, doch wurde letztlich am 19. Juli 1970 in einer Präsidiumssitzung des ÖFB das Match resultatsmäßig verifiziert.
In der betreffenden Saison 1969/70 (also noch als Regionalliga-Klub) konnte Radenthein am 14. Dezember 1969 Austria Wien im ÖFB-Cup auswärts 1:0 besiegen, was bis zum 3. Mai 2003 (3:0-Sieg des FC Kärnten) der einzige Pflichtspiel-Sieg eines Kärntner Klubs bei den Wiener Violetten bedeutete. Im Anschluss folgte ein schlechtes Erstligajahr, denn nach 30 Spielen hatte der Kärntner Verein nur 12 Punkte auf dem Konto. Zwei Jahren gewann der Verein mit deutlichem Abstand die Regionalliga 1972/73 vor Kapfenberg und stieg ins österreichische Oberhaus auf. Dieser dritte Aufstieg bedeutete das plötzliche Ende der WSG Radenthein, denn der Klub wurde ins vermeintlich publikumsträchtigere Villach umgesiedelt, wo er zur neuen Spielgemeinschaft WSG/VSV wurde. Der Villacher SV war zu diesem Zeitpunkt in der Regionalliga spielend gewesen und nun auf diese Art erstklassig geworden; zuerst als Spielgemeinschaft WSG Radenthein/VSV, ab 1975 fiel Radenthein aber auch aus dem Vereinsnamen. Eine Zweitmannschaft VSV/Radenthein spielte außer Konkurrenz in der Kärntner Landesliga.
Der Klub bestand zwar weiterhin, stellte sogar per 7. November 1975 offiziell den Spielbetrieb ein, startete aber 1976 einen Neuanfang im Kärntner Unterhaus, ist aber bis heute in den unteren Ligen geblieben. Vorerst begann die Mannschaft 1976/77 in der 1. Klasse B außer Konkurrenz. 1977/78 gelang der Meistertitel und der Aufstieg in die Unterliga (West). Als Meister 1982/83 wurde ein Wiederaufstieg in die Kärntner Liga geschafft, wo man nach zwei Jahren wieder absteigen musste. Nach der Saison 1989/90 stieg der Verein in die 1. Klasse ab. Ab 1993 spielte er (nach einer Zusammenlegung mit dem Nachbarverein Untertweng) als Spielgemeinschaft Gegendtal, mit dieser Bezeichnung wurde (als Aufsteiger) ab 1995/96 erneut in der Unterliga gespielt. Ab 1996/97 wurde wieder der frühere Name WSG Radenthein verwendet. 2006/07 musste die Mannschaft erneut in die 1. Klasse zurück. 2011 stieg der Verein erneut in die Unterliga West auf. In der Saison 2014/15 konnte der Vizemeistertitel errungen werden.
Ab 1974/75 existierte auch ein Fußballklub ASKÖ Radenthein, der in der 2. Klasse (unterste Spielklasse) spielte, 1976/77 Meister wurde und in die 1. Klasse (Gruppe B) aufstieg. Es kam 1977/78 und 1978/79 zu Derbys gegen die WSG Radenthein. Für die Saison 1981/82 wurde die Erstmannschaft jedoch in die 1. Klasse A eingeteilt, was recht weite Fahrten bedeutete. Angesichts dessen meldete sich der Klub sofort nach Bekanntwerden der Einteilung beim Verband für immer ab (4. Juli 1981).

## Erfolge
- Meister der Tauernliga: 1953/54
- Meister der Tauernliga Süd: 1955/56, 1956/57, 1957/58 und 1958/59
- Meister der Regionalliga Mitte: 1966/67, 1969/70 und 1972/73
- Meister der Unterliga West: 1982/83
- Meister der 1. Klasse: 1951/52, 1994/95 und 2010/11
- ÖFB-Cup: 1968/69 Achtelfinale gegen Admira Wien 4:2
- ÖFB-Cup: 1969/70 Viertelfinale gegen LASK 4:0
- ÖFB-Cup: 1975/76 Viertelfinale gegen Rapid Wien 2:1